# 甘農大學
甘農大學（英語：Gannon University）是美國一間私立大學。位處賓夕法尼亞州伊利，由天主教伊利教區創立。现有学生4,444人。

## 歷史
甘农大学在1933年由伊利罗马天主教主教管区成立，最初设置为两年制的大教堂学院。1944年，学校改为四年制的甘农艺术学院（男校），以当时的伊利主教约翰·马克·甘农的名字命名。1964年改为男女同校，并于1979年获得大学资格。
玛丽亚女子学院，由圣若瑟修女会于1925年创立，1989年与甘农大学合并。它的Villa Maria护理学院保留了原来的名称。